# EuroRAP
EuroRAP è l'acronimo di European Road Assessment Programme, ed è un'associazione internazionale non lucrativa con sede in Bruxelles che si occupa di analizzare lo stato di sicurezza delle strade, e di definirne degli standard qualitativi.
Progetto fratello di Euro NCAP, EuroRAP vanta al suo interno numerose associazioni di automobilisti ed Istituzioni europee; tramite l'assegnazione alle strade di punteggi per la sicurezza, l'associazione vuole sensibilizzare l'opinione pubblica, gli automobilisti e le istituzioni al fine di contribuire ad una riduzione dell'alto numero di morti sulle strade.

## Finalità dell'associazione
Le finalità istituzionali dell'associazione sono sostanzialmente due: effettuare periodiche mappe di rischio delle strade europee corredandole di suggerimenti per migliorarne la sicurezza, con l'intento di ridurre gli incidenti in tali aree, e promuovere l'introduzione del concetto di "valutazione del rischio" nelle progettazioni di nuove strade, nella loro manutenzione e miglioramento e nelle modifiche dei tracciati esistenti. L'analisi dei risultati contribuisce in modo sensibile a individuare i migliori punti di intervento per apportare migliorie a situazioni preesistenti, così come a fornire indicazioni per la realizzazione di nuovi tracciati.

## Protocolli istituiti
Per raggiungere le finalità dell'associazione sono stati già sviluppati due protocolli standard europei: la cosiddetta Mappatura degli indici di rischio e la valutazione dei livelli di sicurezza delle strade attraverso l'assegnazione di "stelle", secondo il Road Protection Score (cioè il "punteggio del grado di protezione offerto dalle strade").

### Mappatura degli indici di rischio
La Mappatura degli indici di rischio viene effettuata su dati reali, basandosi sul numero di morti e feriti nei vari tratti di strada presi in considerazione. La carta EuroRAP mostra quali siano i livelli di rischio a cui è esposto un automobilista in un certo tratto, così come la sua variazione a seconda della posizione all'interno del tratto stesso. Sono al momento disponibili le mappe solo di alcuni paesi europei, ma la categorizzazione sta rapidamente crescendo, grazie all'interesse mostrato dalle Istituzioni in tal senso.
Al momento è allo studio un progetto analogo anche per l'Australia, denominato AusRAP.
Sono stati definiti quattro tipi diversi di mappe: una per il livello di rischio per gli automobilisti, una sulla densità degli incidenti stradali, una sul "comportamento" di una determinata strada in relazione con strade aventi caratteristiche simili, una sulle strade che possono essere soggette a riduzione di incidenti.
Come esempio, dalle mappe si evince che il rischio di incidenti su una strada extraurbana ad una sola corsia è quattro volte superiore a quello presente in un'autostrada, e che i tassi di incidentalità delle strade meno sicure sia dieci volte superiore a quello delle strade più sicure.

### Grado di protezione offerto dalle strade
Tramite il Road Protection Score vengono assegnate delle "stelle" che definiscono il livello di protezione di una strada. Tramite automezzi dotati di telecamere, le strade vengono mappate e valutate da ispettori che valutano gli aspetti di sicurezza e di rischio del percorso. In particolare, si è notato che sono quattro i tipi di incidenti mortali predominanti:
- Collisioni frontali. Il più alto rischio che è presente in strade ad una carreggiata a doppio senso di marcia. Molti paesi hanno adottato massicciamente l'impiego di spartitraffico proprio al fine di ridurre la possibilità di salti di carreggiata o di sorpassi azzardati.
- Impatti laterali agli incroci. Sono i più pericolosi per gli occupanti, in quanto l'impatto avviene lateralmente, sulle portiere, dove in genere le protezioni sono minori. L'impiego di rotatorie riduce notevolmente il rischio di questo tipo di incidenti.
- Collisioni con elementi a bordo strada. Molte strade alberate non protette sono oggetto di incidenti mortali. Se vengono poste adeguate protezioni a bordo strada che possano evitare più possibile l'impatto con gli alberi o i pali, il numero di incidenti si riduce notevolmente.
- Collisioni con pedoni. Un pedone che venga investito a più di 40 km/h non sopravvive. Deve quindi essere sensibilizzato l'automobilista a rispettare i limiti, le case automobilistiche a produrre automobili dal profilo meno aggressivo (e pericoloso in caso di impatto con persone), gli ingegneri stradali a progettare percorsi più possibile incanalati per pedoni ed automobili, riducendo al minimo i punti di incrocio.